# Мороз, Владимир Данилович
Владимир Данилович Мороз (24 октября 1932 — неизвестно, Алма-Ата) — советский футболист, защитник и полузащитник.

## Биография
Владимир Мороз родился 24 октября 1932 года в Приморском крае.
Играл в футбол на позициях защитника и полузащитника. В 1952 году выступал в классе «Б» за ашхабадский «Спартак». Часть сезона провёл в ашхабадском ОДО.
В 1953—1954 годах продолжил выступать за «Спартак». Однако в сезоне-54 играл только в Кубке СССР, провёл 2 матча, забил 3 мяча.
В 1955 году перешёл в алма-атинский «Урожай», в следующем сезоне переименованный в «Кайрат». Стал игроком основного состава: за первые три сезона сыграл во втором эшелоне 91 матч, забил 8 мячей. В 1960 году, после того как «Кайрат» вышел в класс «А», провёл 17 матчей, забил 1 мяч. Однако в сезоне-61 лишь дважды выходил на поле, а в сезоне-62 не сыграл ни одного поединка.
В 1956 году в составе сборной Казахской ССР провёл 4 матча на футбольном турнире летней Спартакиады народов СССР, забил 2 мяча в ворота сборной Киргизской ССР.
Умер в Алма-Ате.